# Crystallichthys mirabilis
Crystallichthys mirabilis är en fiskart som beskrevs av Jordan och Gilbert, 1898. Crystallichthys mirabilis ingår i släktet Crystallichthys och familjen Liparidae. Inga underarter finns listade i Catalogue of Life.